# Moulay Idriss Zerhoun
Moulay Idriss Zerhoun (en àrab مولاي إدريس, Mūlāy Idrīs; en amazic ⵎⵓⵍⴰⵢ ⴷⵔⵉⵙ ⵣⵕⵀⵓⵏ) és un municipi de la prefectura de Meknès, de la regió de Fes-Meknès, al Marroc. Segons el cens de 2014 tenia una població total de 11.615 persones. Està situada a 25 km de Meknès.
Aquesta ciutat alberga el santuari del fundador de la dinastia idríssida, Idrís I on es donen cita anual els peregrins. Contràriament al que es podria pensar degut al títol de ciutat santa, no existeix cap mena de pressió religiosa sobre el turista, essent únicament prohibit l'accés al santuari als no musulmans, però la visita a la ciutat està encoratjada.
La ciutat, construïda sobre una roca al vessant oest del djabal Zarhun, domina la vall del riu Erroumane i la plana de l'antiga ciutat romana de Volúbilis. El seu clima, a diferència del calorós sud, és suau i no tan extrem.
Sens dubte, la visita a Moulay Idriss permetrà al visitant penetrar en l'atmosfera de la ciutat. És agradable passejar per les seus estrets carrers o al voltant dels turons que rodegen la ciutat. Un altre atractiu turístic és Volúbilis (Walila o Walili), que es troba a tan sols 5 km al nord-oest i a la que podem arribar a peu per qualsevol dels dos camins que ens porten fins a ella. També hi ha l'opció més ràpida d'utilitzar el serveis de Taxis.

## Història
La tradició diu que fou fundada per Idrís, el futur Idrís I que s'hi va anar a refugiar amb el seu llibert Raixid fugint d'Orient de la còlera del califa abbàssida Harun ar-Raixid. Aquesta versió, repetida generalment pels guies turístics, no correspon a la realitat. En realitat Volubilis, la ciutat romana, va sobreviure després de la marxa dels romans a l'inici segle iv i a l'arribada de l'islam al segle vii i VIII, i va continuar existint. Quan Idrís I i Idrís II van fundar Fes, Volubilis encara era una ciutat activa com prova l'arqueologia i els treballs de P. Perthier, publicats a Rabat el 1938 sota el títol "Essai sur l'histoire du massif de Mawlay Idris". Volubilis hauria sobreviscut fins al temps dels almohades.
L'enterrament d'Idrís I i Idrís II es va produir a la població de Walili, però en realitat no a la mateixa població sinó a la rodalia, com testimonien diversos autors anteriors al segle xv. El lloc exacte hauria estat el que amb el temps va ocupar la població de Moulay Idriss, al plec de terreny (al-Hufra) entre els turons de Khaybar i Tazgha. Lleó l'Africà (a la primera meitat del segle xvi) i Marmol (a l'inici del XVII) l'esmenten però devien conèixer malament la zona perquè la descripció no s'ajusta a la realitat. Lleó l'Africà això no obstant, ja assenyala un parell de cases a la rodalia de la tomba dels dos Idrís; i Marmol, mig segle després, ja n'assenyala unes quinze o vint. La zawiya es va desenvolupar per tant al segle xvi i va créixer especialment al segle xviii quan l'antic mausoleu fou demolit pel sultà Mulay Ismail i substituït pel que encara existeix.